# Зелені Курилівці
Зеле́ні Кури́лівці — село в Україні, у Кам'янець-Подільському районі Хмельницької області. Населення становить 831 особа до 2022 року. Входить до складу Новоушицької селищної громади.

## Етимологія
Раніше село називалося Курилівці. Назва посесивна, про що може свідчити запис 1549 року повязаний з селом, що має таку ж назву — «Богдан Звенигородець отримав пустиню Курилівці, яку раніше тримав Курило». Тобто назва повязана з прізвиськом першого господаря. Крім того назва ускладнена квалітативним прикметником.

## Історія
В джерелах різного часу село фігурує під назвами: Kuryłówce — Камянецька земська книга 1604, 1636; Подільський реєстр 1629, Kuryłówce alias Burniakowce — Камянецька земська книга 1616, 1619; Kurilowce карта Боплана. У XVI ст.: Kuryłówce — Побоний реєстр 1530, 1542, 1565, 1569, 1578; Камянецька земська книга 1586, 1596, 1599; Kuryłówce alias Burnakowce — Камянецька земська книга. 1543,1559. У XVIII ст. с. Курилів ці, від кінця XVIII ст. с. Зелені Курилівці.
Зелені Курилівці позначені на «Генеральній карті України», або ж «Загальному плані Диких Полів, простіше кажучи Україна, з незалежними провінціями» («Generalis Camporum Desertorum vulgo Ukraina. Cum adjacentibus Provinciis») французького інженера Гійома Боплана (був на службі у польського короля, будував фортифікаційні споруди) виданій у 1648 році у Данцигу.
Згідно статистичних даних Центрального статистичного комітету, що опубліовані 1885 року, в Зелених Курилівцях проживало 1349 осіб, було: 180 дворових господарств, православна церква, заїжджий будинок, водяний та кінний млини.
Колишній орган місцевого самоуправління — Зеленокуриловецька сільська рада.

## Адміністративна приналежність
З 15 століття року село стає частиною Подільського воєводства Польського королівства.
Під час турецького панування (1672—1699) село входило до Подільського еялету. З 1699 по 1793 рік село входило до складу Речі Посполитої, а з 1793 року, внаслідок другого поділу Речі Посполитої анексоване Російською імперією
У 1795—1797 роках село входило до Ушицького округу Подільського намісництва,а в 1797—1923 роках до  Косиковецької волості Ушицького повітуПодільської губернії.
12 квітня 1923 року старий адміністративний поділ змінився новим, так з'явився Новоушицький район Кам'янець-Подільського округу. А на початку 1932 року Україну було поділено на області.
4 лютого 1954 року Кам'янець-Подільську область перейменовано на Хмельницьку і з того часу Зелені Курилівці — частина Новоушицького району Хмельницької області.
19 липня 2020 року Зелені Курилівці увійшли до Кам'янець-Подільського району.

## Часи Голодомору в селі
За даними різних джерел в селі в 1932—1933 роках загинуло близько 95 жителів села. На сьогодні встановлено імена 67 осіб. Мартиролог укладений на підставі поіменних списків жертв Голодомору 1932—1933 років, складених Зеленокуриловецькою сільською радою. Поіменні списки зберігаються в Державному архіві Хмельницької області.

## Галерея

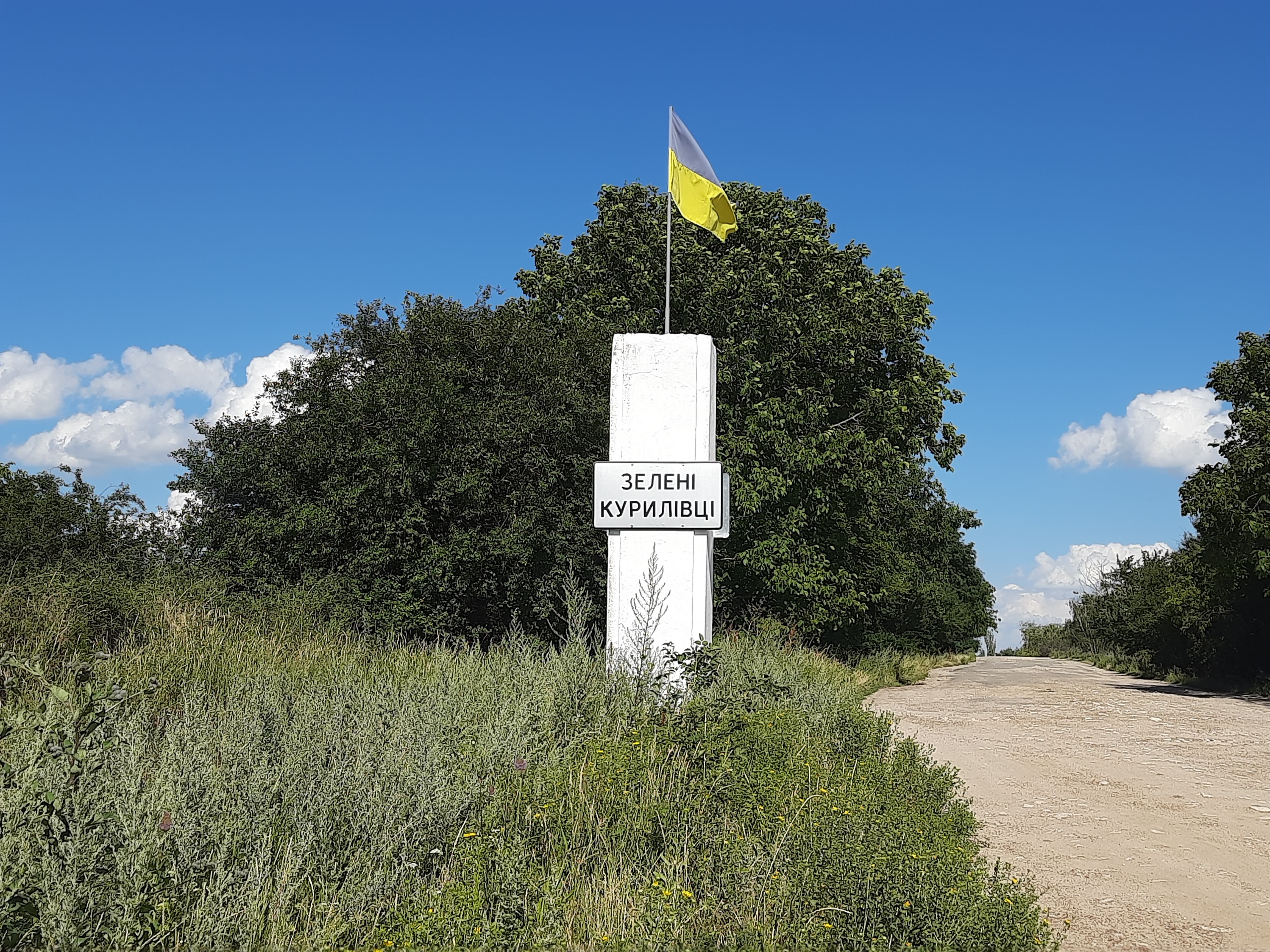
Знак при в'їзді в село
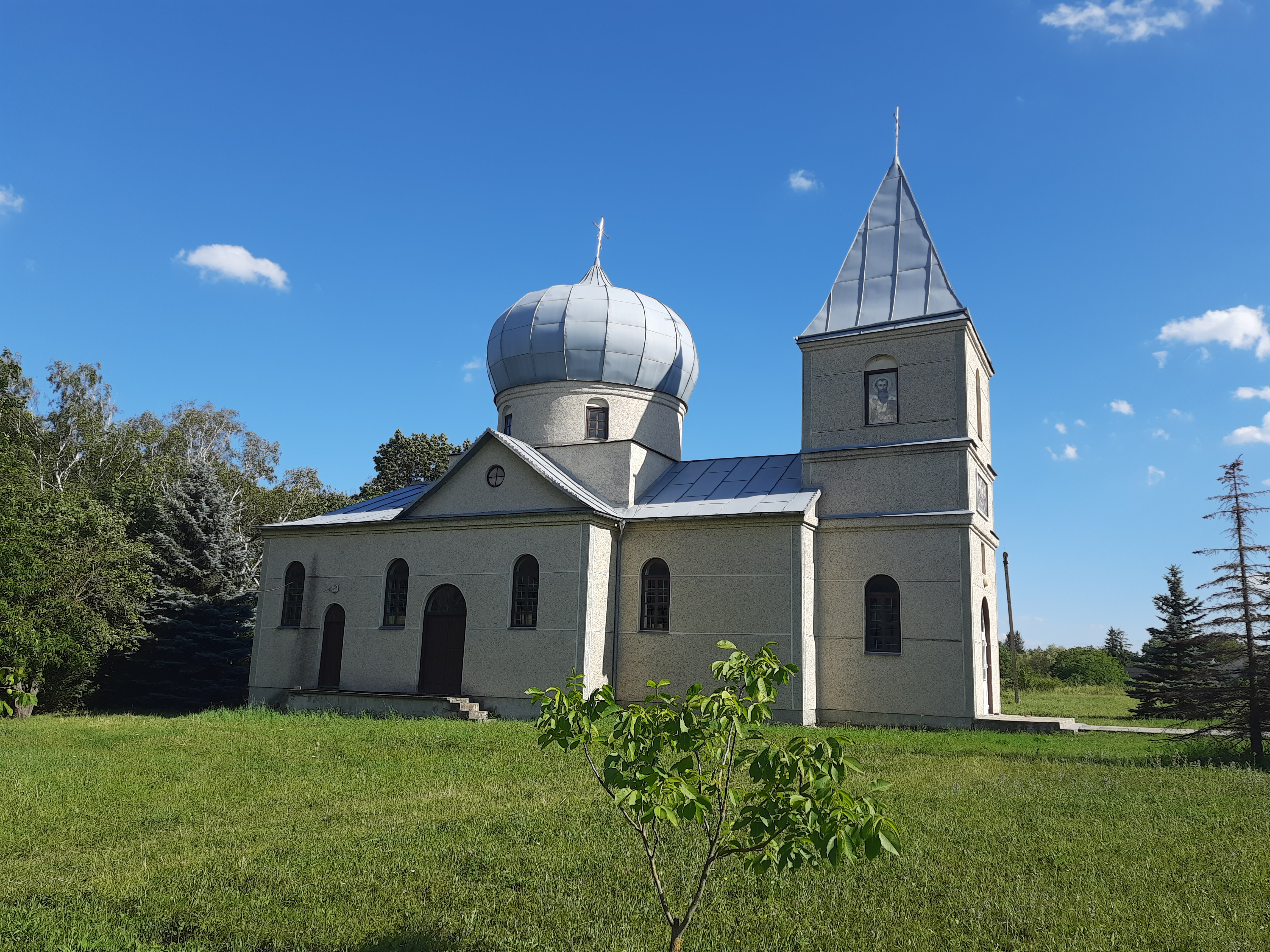
Сільська церква
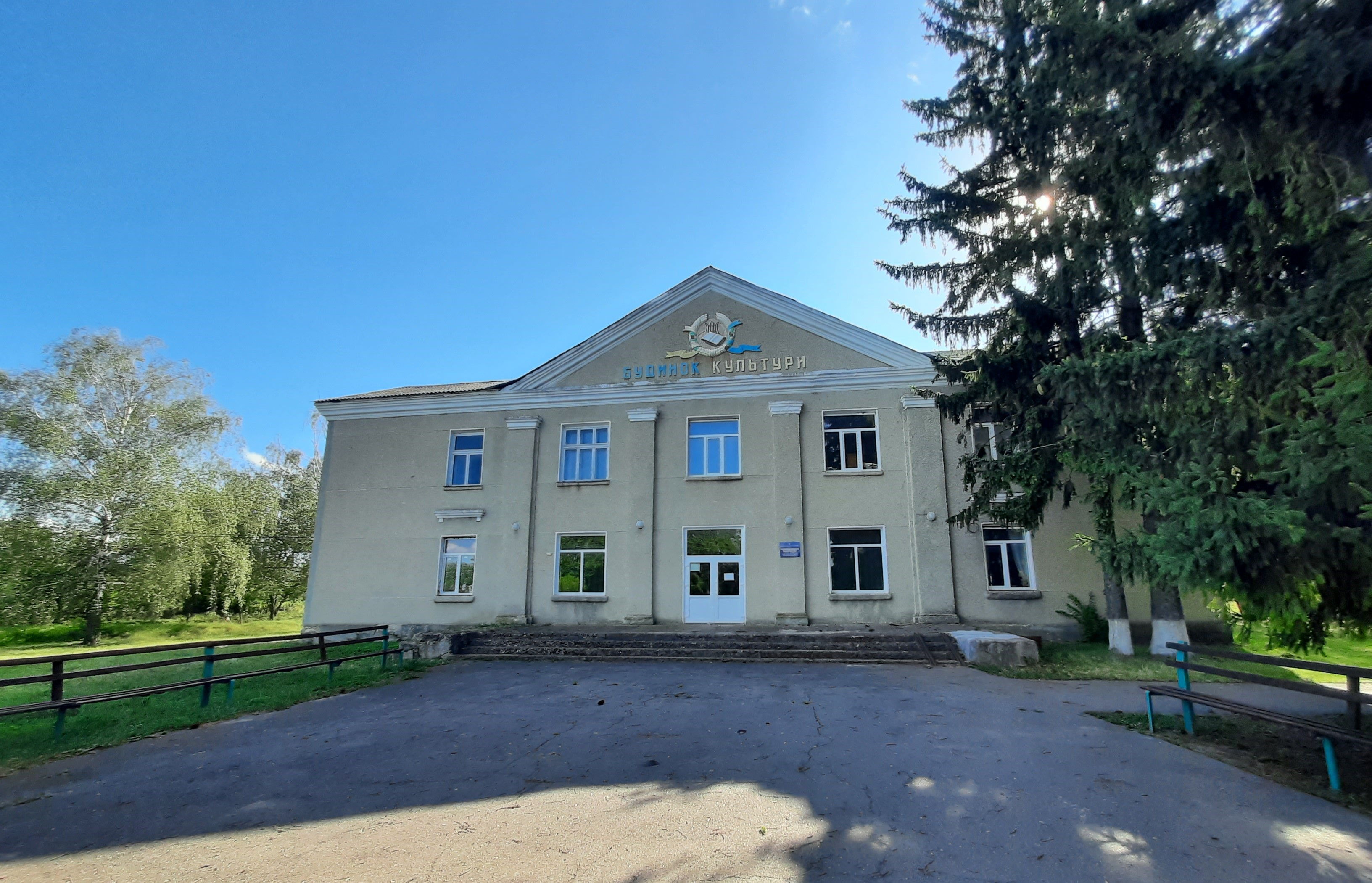
Будинок культури
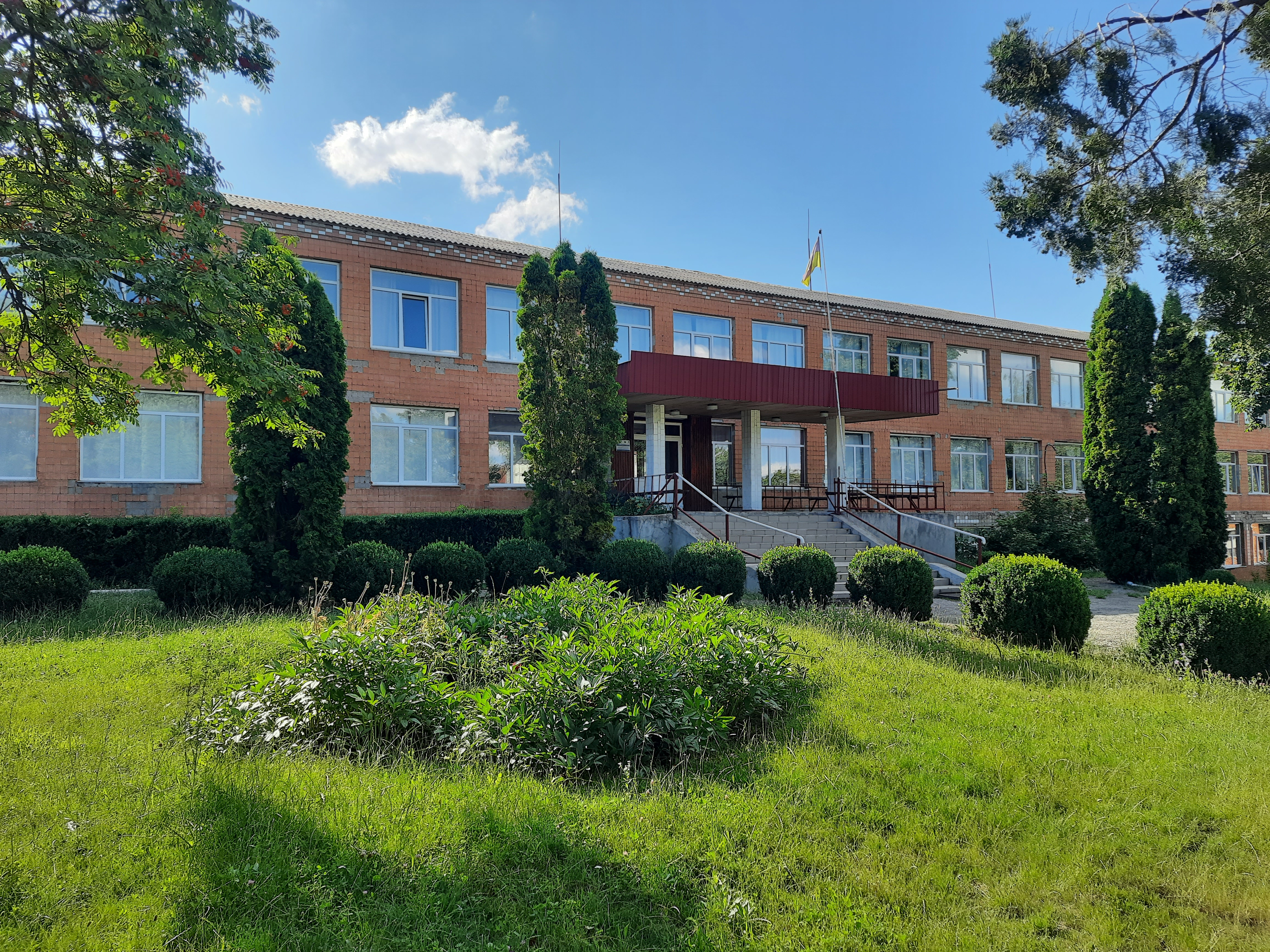
Школа
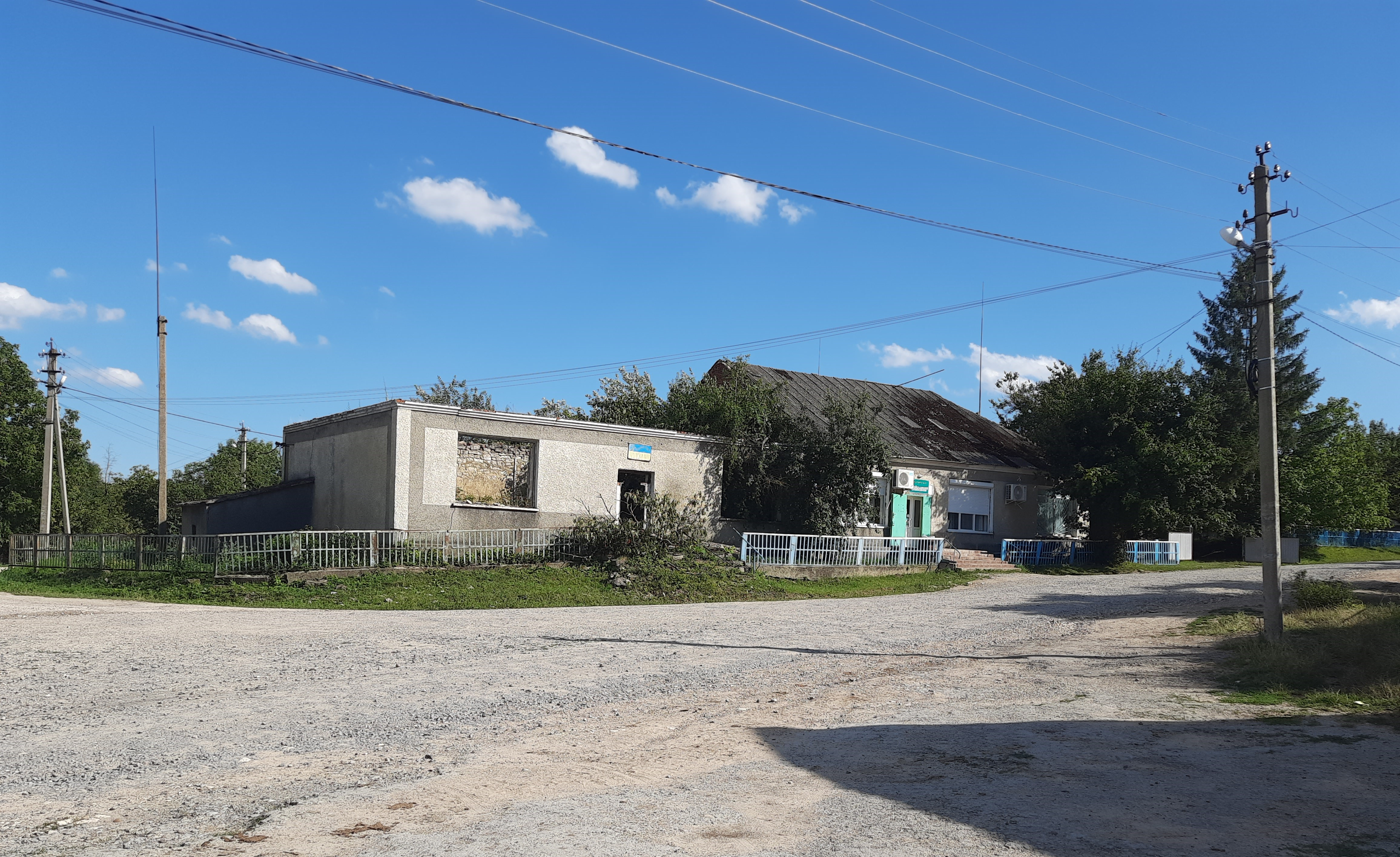
Крамниця
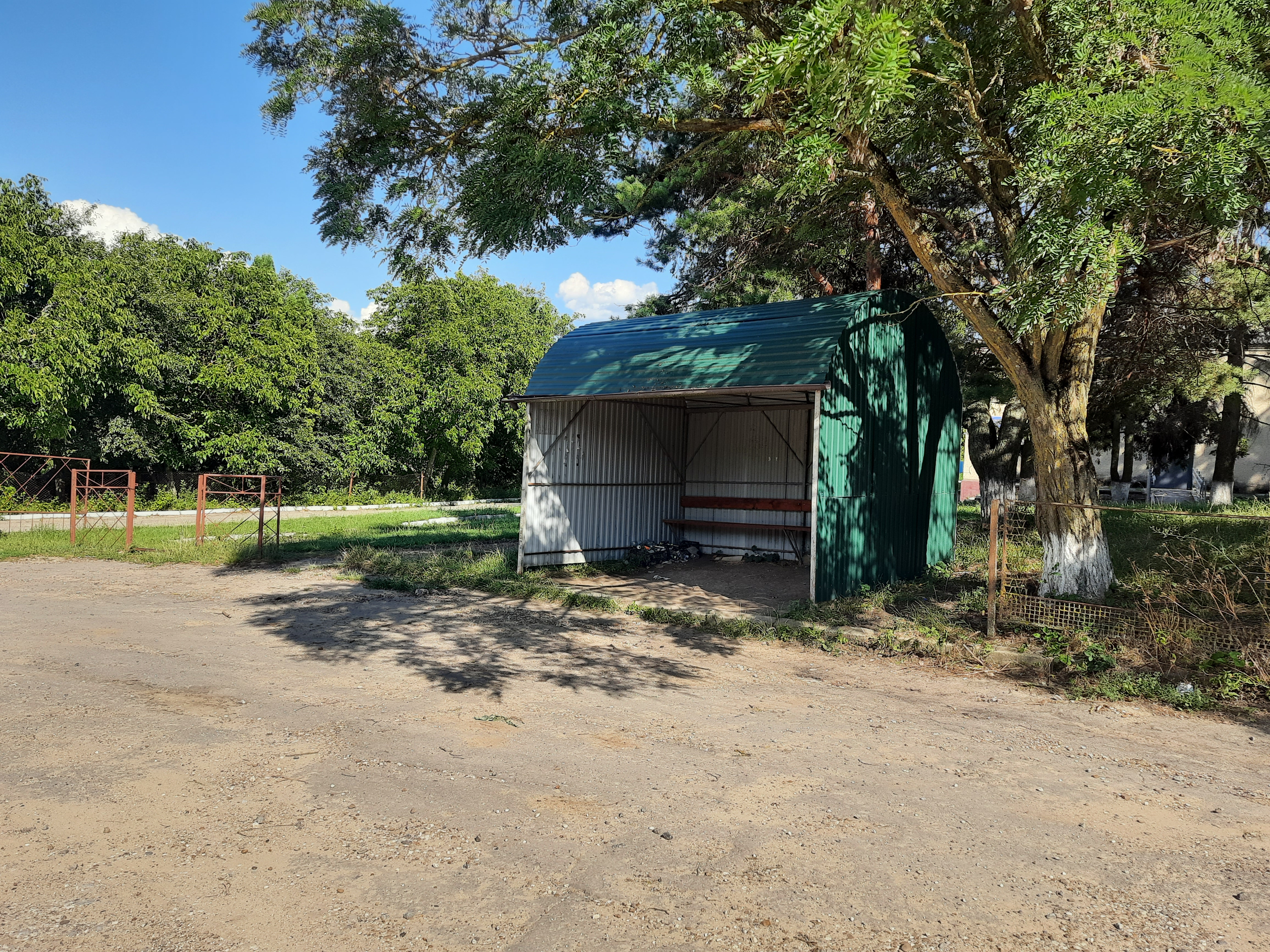
Автобусна зупинка